# SN 1000+0216
SN 1000+0216 — чрезвычайно удалённая гиперновая звезда, которая наблюдалась в период с июня по ноябрь 2006 года. Её максимальная абсолютная величина ультрафиолетового излучения достигла −21,5, что превысило полную абсолютную величину её галактики-хозяина. Красное смещение этой сверхновой z = 3,8993 ± 0,0074 делает её самой удалённой сверхновой, наблюдаемой по состоянию на 2012 год. Светимость SN 1000+0216 медленно (ниже, чем обычно при взрывах сверхновых звёзд) менялась в течение нескольких лет, её следы всё ещё обнаруживались в ноябре 2008 года. Высокая светимость и медленный её спад указывают на то, что предшественницей сверхновой была очень массивная звезда. Сама сверхновая была, вероятно, парно-нестабильной, подобной событию SN 2007bi. Она также имела некоторое сходство со сверхновой SN 2006gy. Общая классификация SN 1000+0216 остаётся неопределённой.